# Liste der Schweizer Botschafter in Norwegen
Schweizer Botschafter in Norwegen.

## Missionschefs

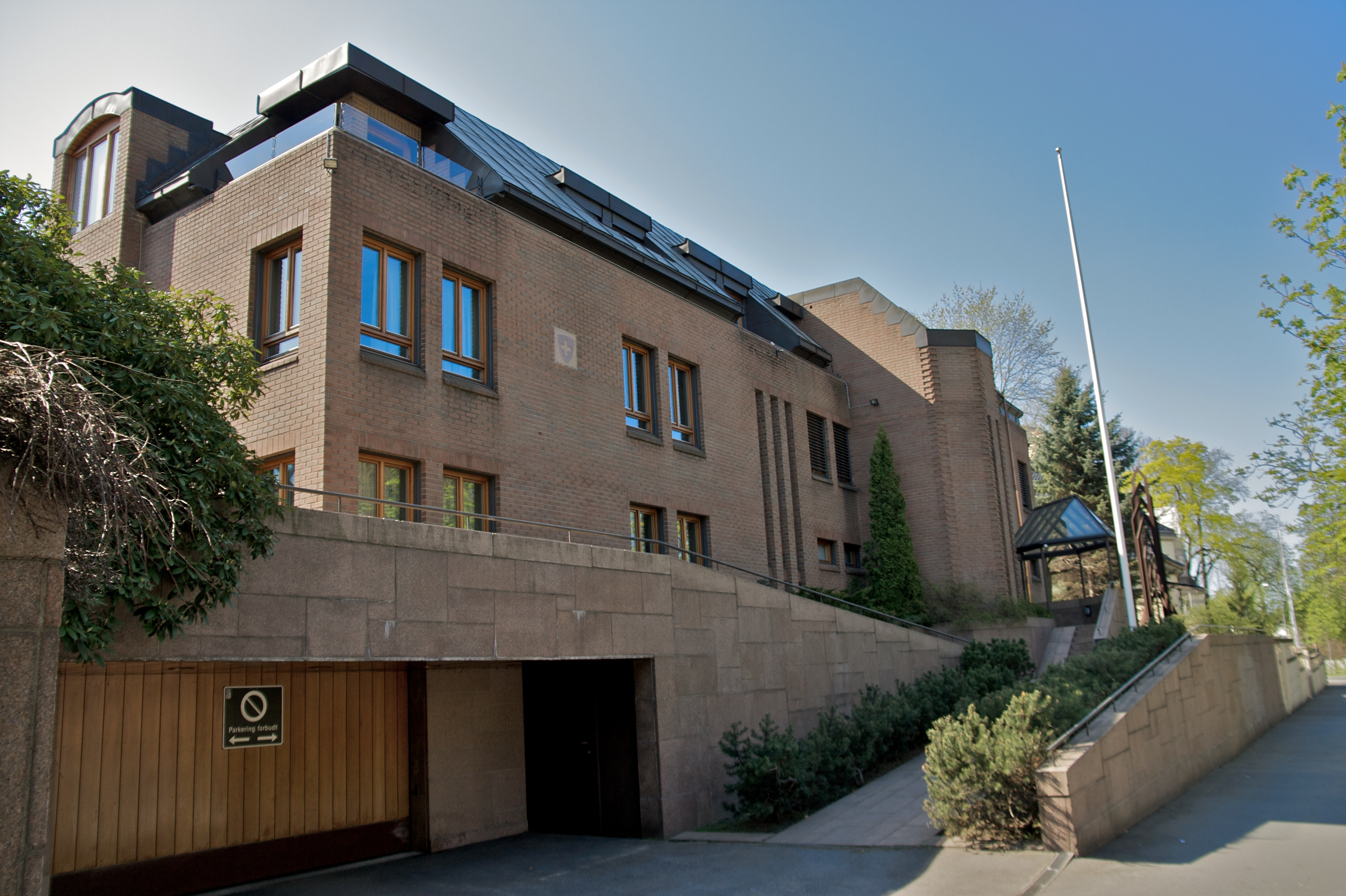
Schweizerische Botschaft in Oslo

- 1945–1946: Jean Decroux (1903–1977), Geschäftsträger
- 1946–1948: Hans Zurlinden (1892–1972), Gesandter
- 1948–1953: Edouard de Haller (1897–1982)
- 1953–1956: Gaston Jaccard (1894–1991)
- 1956–1957: Otto Karl Seifert (1902–1971)
- 1957–1959: Otto Karl Seifert (1902–1971), Botschafter
- 1959–1962: Jean Frédéric Wagnière (1899–1984)
- 1963–1969: Pierre-Henri Aubaret (1913–1982)
- 1969–1971: Guido Keel (1906–1999)
- 1971–1976: Roy Hunziker (1911–1992)
- 1977–1979: Hans Conrad Cramer (1918–1979)
- 1979–1983: Pierre André Nussbaumer (1918–2019)
- 1984–1988: Arnold Hugentobler (1930–)
- 1989–1994: Hansjakob Kaufmann (1929–1994)
- 1994–1998: Gaudenz von Salis (1936–)
- 1999–2003: Gian Federico Pedotti (1943–)
- 2003–2007: Kurt Höchner (1947–)
- 2007–2011: Denis Feldmeyer
- 2011–2013: J.-P. Tissières
- 2013–2016: Rudolf Knoblauch (1951–)
- 2017–2020: Alain-Denis Henchoz
- seit 2020: Bernard Jaggy

Ab 1945 selbständige Gesandtschaft, seit 1957 Botschaft.